# Zdziemił
Zdziemił — staropolskie imię męskie, złożone z dwóch członów: Zdzie-, pochodzącego od prasł. *jьzděti ("położyć, zrobić, uczynić", por. zdziać — "nadać imię"; zdziałać — "uczynić"), oraz -mił ("miły"). Po raz pierwszy notowane w Polsce w 1399 roku. Mogło oznaczać "tego, który czyni innych milszymi".
Niektóre możliwe staropolskie zdrobnienia: Zduj, Zdzich, Zdzicho, Zdziech, Zdziechno, Zdziema (masc.), Zdziena (masc.), Zdzieno, Zdziesz, Zdziesza (masc.), Zdzieszek, Zdzieszko, Zdzięt (?), Zdzięta (masc.), Zdziętek, Zdziętko, Zdzięto, Zdzik, Zdzinek, Zdzinia (masc.), Zdzinko, Zdzistek, Zdzistko, Zdzisz, Zdziszek, Zdziszka (masc.), Zdziszko, Zdziszo, Zdziszyna (masc.).  
Zdziemił imieniny obchodzi 7 grudnia.
Odpowiedniki w innych językach:
- staroczeski — Sdemil[3]